# آی-لند
آی-لند (انگلیسی: I-Land، معمولاً به این سبک نوشتاری I-LAND است) یک برنامه واقع‌نما رقابتی گروه پسرانه کره جنوبی که توسط بیلیفت لب که یک سرمایه‌گذاری مشترک بین شرکت‌های سرگرمی سی‌جی ئی‌اندام و هایب کورپوریشن است، ساماندهی شده‌است.
در مجموع ۲۳ کارآموز پسر در این برنامه شرکت داشتند. در قسمت پایانی این برنامه در ۱۸ سپتامبر ۲۰۲۰، هفت عضو نهایی با نام «انهایپن» فعالیت حرفه‌ای خود را آغاز کردند.
رقابت کنندگان برنده عبارتند از یانگ جونگ وون، لی هی سونگ، نیکی، جیک، جی، پارک سونگ هون و کیم سون وو. شش نفر توسط رای‌گیری جهانی و آخرین عضو توسط تهیه‌کنندگان انتخاب شدند.

## تبلیغ و پخش
در ۱۴ مه ۲۰۲۰، ام‌نت اولین تیزر تبلیغاتی خود را برای این برنامه منتشر کرد و همچنین تهیه‌کنندگان و مربیان این برنامه را معرفی کرد.
در ۱ ژوئن ۲۰۲۰، اولین گروه مسابقه دهندگان آشکار شدند و در ۴ ژوئن ۲۰۲۰ از گروه چهارم رونمایی شد.
در ۲۶ ژوئن ۲۰۲۰، این برنامه در کانال‌های کابلی زیر به نمایش درآمد: ام‌نت؛ تی‌وی‌ان کره؛ ام‌نت ژاپن؛ تی‌وی‌ان آسیا (آسیا-اقیانوسیه). همچنین به صورت آنلاین از ام‌نت اسمارت؛ آبما تی‌وی (ژاپن)؛ جوکس (هنگ کنگ، اندونزی، مالزی، میانمار، تایلند)؛ در کانال یوتیوب ام‌نت کی-پاپ و ناشران هایب و راکوتن ویکی (سراسر جهان به جز مناطق به‌خصوص) پخش شد.
بخش اول برنامه در ۳۱ ژوئیه ۲۰۲۰ به پایان رسید. بخش دوم برنامه از ۱۴ اوت تا ۱۸ سپتامبر ۲۰۲۰ پخش شد.
یک قسمت ویژه با عنوان «آی-لند ویژه: شروع جدید» در ۷ اوت ۲۰۲۰ با حضور هوانگ کوانگ‌هی، کیم نام جو از گروه ای‌پینک، جویی از گروه مومولند، مربی آواز کیم سونگ اون و دوبو به عنوان مجری‌های برنامه پخش شد. این قسمت شامل خلاصه بخش اول برنامه است.
بی‌تی‌اس و تی‌اکس‌تی در پخش زنده قسمت آخر به عنوان مهمان حضور پیدا کردند.

## عوامل
قصه‌گو/راوی: نام گونگ مین
تهیه‌کنندگان:
- بانگ شی‌هیوک
- رین (فقط بخش ۱)
- زیکو (فقط بخش ۱)

کارگردانان:
- پی‌داگ
- سون سونگ دوک
- واندرکید
- دوبو

مهمان‌ها:
- هوانگ کوانگ‌هی (مجری قسمت ویژه)
- کیم نام جو از گروه ای‌پینک (مجری قسمت ویژه)
- جویی از گروه مومولند (مجری قسمت ویژه)
- کیم سونگ اون (قسمت ۹، مجری قسمت ویژه)
- بی‌تی‌اس (قسمت ۷ و ۱۲)
- به یون جونگ (قسمت ۷)
- دی‌ایت، جون، هوشی، دینو از گروه سونتین (قسمت ۱۰)
- شین آ یونگ (یکی از مجریان فینال)
- تی‌اکس‌تی (قسمت ۱۲)
- سونتین (قسمت ۱۲ (غیرمستقیم)، از طریق آیلند کی-پاپ اسپشال آبما تی‌وی ژاپن)
- ۱۳ شرکت کننده حذف شده (قسمت ۱۲)